# Riverside (Pennsilvània)
Riverside és una població dels Estats Units a l'estat de Pennsilvània. Segons el cens del 2000 tenia 3.714 habitants.

## Demografia
Segons el cens del 2000, Riverside tenia 1.861 habitants, 760 habitatges, i 561 famílies. La densitat de població era de 148,5 habitants/km².
Dels 760 habitatges en un 30,5% hi vivien nens de menys de 18 anys, en un 65% hi vivien parelles casades, en un 7% dones solteres, i en un 26,1% no eren unitats familiars. En el 23,2% dels habitatges hi vivien persones soles el 10,1% de les quals corresponia a persones de 65 anys o més que vivien soles. El nombre mitjà de persones vivint en cada habitatge era de 2,44 i el nombre mitjà de persones que vivien en cada família era de 2,88.
Per edats la població es repartia de la següent manera: un 22,6% tenia menys de 18 anys, un 5,1% entre 18 i 24, un 27,5% entre 25 i 44, un 28,9% de 45 a 60 i un 16% 65 anys o més.
L'edat mediana era de 42 anys. Per cada 100 dones de 18 o més anys hi havia 88,6 homes.
La renda mediana per habitatge era de 45.469 $ i la renda mediana per família de 55.515 $. Els homes tenien una renda mediana de 38.929 $ mentre que les dones 25.556 $. La renda per capita de la població era de 23.732 $. Entorn del 5,7% de les famílies i el 7,1% de la població estaven per davall del llindar de pobresa.

## Poblacions més properes
El següent diagrama mostra les poblacions més properes.